# Eupithecia inscitata
Eupithecia inscitata es una especie de polilla de la familia Geometridae. La especie fue descrita por primera vez por Francis Walker habiendo sido descrita en 1863, con distribución en Sudáfrica.